# Scheinkobras
Die Scheinkobras oder Schild(nasen)kobras (Aspidelaps) sind eine Gattung der Giftnattern (Elapidae), die mit zwei Arten im südlichen Afrika vorkommt. Ihr Gift wirkt vorwiegend als Nervengift, auf Grund der geringen abgegebenen Giftmenge sind Todesfälle bei Menschen allerdings selten.

## Merkmale und Lebensweise
Scheinkobras sind kleine Schlangen von höchstens 80 Zentimetern Länge. Der Kopf ist kaum vom Hals abgesetzt, der Schnauzenschild ist breit, die Pupille im mäßig großen Auge rund. Sie sind nachtaktiv und bevorzugen als Lebensraum trockenes, sandiges Gelände. Als Beutetiere dienen kleine Säugetiere, Amphibien, Echsen und Schlangen. Bei Bedrohung richten sie sich wie eine Kobra auf, blähen den Hals auf (A. lubricus) oder flachen ihn ab (A. scutatus), zischen und stoßen meist mit geschlossenem Maul zu. Die Weibchen legen Eier.

## Systematik
Die Gattung umfasst zwei Arten:
- Die Südafrikanische Korallenschlange (Aspidelaps lubricus (Laurenti, 1768)) mit zwei oder drei Unterarten (A. l. lubricus und A. l. cowlesi und A. l. infuscatus, letztere evtl. identisch mit A. l. cowlesi)
- Die Schildnasenkobra (Aspidelaps scutatus (Smith, 1849)) mit drei Unterarten (A. s. scutauts, A. s. intermedius und A. s. fulafula).